# Branko Milanović
Branko Milanović (em cirílico sérvio, Бранко Милановић; Belgrado, 24 de outubro de 1953) é um economista sérvio-americano, mais conhecido por seu trabalho sobre distribuição e desigualdade de renda, economia do desenvolvimento, economia de transição, economia internacional e instituições financeiras internacionais.
Desde janeiro de 2014, é professor visitante no Centro de Pós-graduação da Universidade da Cidade de Nova Iorque e pesquisador sênior afiliado no Luxembourg Income Study (LIS), um centro de pesquisas sobre desigualdades. Também ensina na London School of Economics e no Institut Barcelona d'Estudis Internacionals (IBEI).
Em 2019, foi nomeado presidente honorário da Maddison na Universidade de Groningen. Seus estudos mostram que pessoas com baixos salários no mundo desenvolvido correspondem a um percentual global de 70% a 90%, e perderam o crescimento da renda real nos últimos vinte anos.

## Livros selecionados
- Liberalização e Empreendedorismo. Dinâmica da Reforma no Socialismo e Capitalismo, 1989. ME Sharpe.
- Renda, Desigualdade e Pobreza durante a transição da economia planejada para a de mercado. 1998. Banco Mundial.
- (com Ethan Kapstein) Renda e influência. 2003. Instituto Upjohn.
- (com Christiaan Grootaert e Jeanine Braithwaite) Pobreza e assistência social nos países em transição. 1999. Imprensa do St. Martin.
- Palavras a parte. Medindo a desigualdade internacional e global. 2005. Princeton / Oxford.
- The Haves and The Have-Nots: Uma Breve e Idiossincrática História da Desigualdade Global, 2010, Basic Books, Nova York.
- Desigualdade global: uma nova abordagem para a era da globalização, 2016, Harvard University Press.
- Capitalismo, sozinho: o futuro do sistema que governa o mundo, 2019, Harvard University Press.